# 失踪宣告
失踪宣告（しっそうせんこく）とは、不在者、生死不明の者（死体が確認できていない者など）を死亡したものとみなし、その者にかかわる法律関係をいったん確定させるための制度である。
- 民法については、以下、条名のみ記載する。

## 条文
失踪宣告には普通失踪（特別失踪に該当するような原因のない通常の失踪）と特別失踪（従軍・船舶の沈没など特別の危難にあった場合の失踪）の2種類があり、両者では失踪宣告に必要な失踪期間と失踪宣告により死亡したものとみなされる時期が異なる。類似の制度に戸籍法上の「認定死亡」という制度がある。
- 30条（失踪の宣告）
  1. 不在者の生死が七年間明らかでないときは、家庭裁判所は、利害関係人の請求により、失踪の宣告をすることができる。
  2. 戦地に臨んだ者、沈没した船舶の中に在った者その他死亡の原因となるべき危難に遭遇した者の生死が、それぞれ、戦争が止んだ後、船舶が沈没した後又はその他の危難が去った後一年間明らかでないときも、前項と同様とする。
- 31条（失踪の宣告の効力）
前条第一項の規定により失踪の宣告を受けた者は同項の期間が満了した時に、同条第二項の規定により失踪の宣告を受けた者はその危難が去った時に、死亡したものとみなす。
- 未帰還者に関する特別措置法2条1項「未帰還者に関する特別措置法（昭和三十四年法律第七号）」により、未復員者については厚生労働大臣も失踪の宣告（戦時死亡宣告）の請求をすることができる。

## 失踪宣告の要件
失踪宣告の要件は以下の通りである。
1. ある者について所在・生死が不明な状態が継続したまま、民法に定められる一定の期間（失踪期間という）が経過すること
2. 利害関係人の請求があること

### 失踪期間
失踪期間は30条に定められており、1項が普通失踪の規定、2項が特別失踪（危難失踪）の規定である。
- 普通失踪 - 失踪期間は不在者の生死が明らかでなくなってから7年間（30条1項）。
- 特別失踪 - 失踪期間は危難が去ってから1年間（30条2項）。
  - 危難が去った時の例示として、戦争の場合には「戦争が止んだ後」、船舶事故の場合には「船舶が沈没した後」とされている（30条2項）。
  - 「戦争が止んだ後」は講和条約の締結時ではなく事実上の戦争の終結時をいう[1]。
  - 「船舶が沈没した後」となっているため船舶が行方不明の場合には普通失踪によることになるが、沈没している蓋然性が極めて高く船体が長期間発見されないような場合には危難失踪の規定を適用すべきと考えられている[1]。船舶の沈没の場合には船舶の大小を問わない[1]。ただし、失踪者が船舶に乗り込んだ事実は立証しなければならない[1]。なお、航空機にも危難失踪の規定の準用がある[1]。
  - 危難失踪の失踪期間は昭和37年法律第40号で3年から1年に短縮された[1]。

### 利害関係人の請求
失踪宣告がなされるためには利害関係人の請求を要する。単に事実上の利害関係を有するだけでは足りず（昭和7年7月26日大審院判決）、法律上の利害関係を有する者でなければならない。不在者財産管理制度の請求権者とは異なり検察官は請求権者となっていない（第25条1項・第30条1項参照）。これは親族が失踪者の帰還を待っている場合に国家機関である検察官が失踪宣告を請求するのは不穏当であるためと理解されている。

## 失踪宣告の手続
失踪の宣告は、家庭裁判所が家事事件手続法に基づき家事審判によって行う（第30条1項・家事事件手続法39条、別表第1第56項）。失踪宣告の裁判が確定した場合において、その裁判を請求した者は、裁判が確定した日から10日以内に裁判の決定正本を添附してその旨を届け出なければならない（戸籍法94条前段・63条第1項）。この場合には、失踪宣告の届書に民法第31条の規定によって死亡したとみなされる日も記載しなければならない（戸籍法94条後段）。

## 失踪宣告の効果
失踪宣告を受けた者は以下の時期に死亡したものとみなされる（いずれも失踪宣告がなされた時ではないので注意を要する）。
- 普通失踪 - 失踪期間7年が満了した時（31条前段）
例えば失踪から10年経過した者の場合、失踪期間（7年間）を満たすので失踪宣告の要件を満たし、この者に失踪宣告があったときは失踪宣告時ではなく失踪から7年を経過した時点で死亡したものと擬制される。
- 特別失踪 - 危難が去った時（31条後段）
例えば船舶の沈没の場合、沈没（法文上の「危難」が去って）から1年間が経過すれば失踪宣告の要件を満たし、この者に失踪宣告があったときは失踪宣告時ではなく沈没時に死亡したものと擬制される。

失踪宣告の重要な効果は死亡の擬制による婚姻の解消と相続の開始である。生命保険の死亡保険金も支払われる。31条は失踪宣告によって失踪者の死亡を推定ではなく擬制するものとしている。したがって、失踪宣告の効果は失踪宣告を受けた者の生存や異時死亡（死亡したものとみなされた時期と異なる時期に死亡していた場合）を立証しても当然には覆すことはできず、これらの場合には32条の規定に従って失踪宣告の取消しを申し立てるほかはない。
失踪宣告は失踪者の音信が途絶えた最後の地での法律関係を清算する制度であり、失踪宣告によっても失踪宣告を受けた者の権利能力は消滅しないので、失踪宣告を受けた者が実際には生存しており他所で契約等の法律関係を形成する場合には失踪宣告の効果は及ばない。ただし、印鑑証明が必要となる不動産取引や新たな婚姻など事実上不可能となるものもある。
なお、失踪宣告により失踪者は一定の時点に死亡したものとみなされるが、その結果、失踪者は死亡したとみなされる時期までは生存していたものと推定を受ける（通説）。

## 失踪宣告の取消し
失踪宣告を受けた者が生存していること、または失踪宣告による死亡時とは異なる時に死亡したこと（異時死亡）が判明し、本人ないし利害関係人より請求があった場合、家庭裁判所は失踪宣告を取り消さなければならない（32条1項前段）。
異時死亡の立証の場合には、失踪宣告で死亡したとみなされた時期とは異なる時期に死亡したことを立証すれば足り、実際の死亡時期まで立証する必要はない。
失踪宣告は取り消されるとはじめから存在しなかったことになる。しかし、失踪宣告は「生死不明の者を死んだものとみなして法的状況を確定すること」を目的とした制度であるため、取り消しによって失踪宣告の効果を全面的に覆すこととすると、実際の事実関係を知らずに失踪宣告によって確定された法的状況を信頼し、これに基づいて法律行為を行った者が失踪宣告の取り消しによって不測の損害をこうむることになるおそれがある。そこで、民法は失踪宣告の取消しについて、まず第一に失踪宣告からその取り消しまでの期間に行われた善意の行為（＝実は生きているということを知らずになされた法律行為）の効力には影響を及ぼさず（32条1項後段）、また、第二に失踪宣告によって財産を得た者については失踪宣告の取消によって権利を失うが、現存利益（＝まだ残っている範囲）で返還すれば足りる（32条2項）。

### 善意の行為の効力（32条1項後段）
失踪宣告の取消しは、失踪の宣告後その取消し前に善意でした行為の効力に影響を及ぼさない（32条1項後段）。

#### 善意の意味
32条1項後段の「善意」は法律行為のすべての当事者に要求される（通説・判例）。
なお、通説は財産行為の最初の両当事者が善意であれば、以後の転得者は悪意であっても有効に所有権を取得できると解する（絶対的構成）。

#### 失踪宣告の取消しと身分行為
- 失踪宣告の取消しと婚姻
通説は32条1項後段は身分行為にも適用があるとし、失踪宣告を受けた者の配偶者であった者が再婚した後に失踪宣告が取り消された場合、後婚の当事者の双方が失踪宣告を受けた者の生存について善意であった場合には後婚は前婚に優先する（通説では新たな婚姻の当事者双方が善意であればこれと矛盾する旧婚姻は復活しない[10]）と解する。一方、後婚の当事者のうち一方または双方が失踪宣告を受けた者の生存について悪意であった場合、前婚が復活して前婚と後婚との重婚状態となり、前婚については離婚原因（770条）を生じ、後婚については取消原因（732条・744条）を生じると解する。なお、身分行為については32条1項後段の適用を否定すべきとする有力説がある。
- 失踪宣告の取消しと相続
通説は失踪宣告に基づいて相続がなされ、相続財産が譲渡された場合は、その譲渡の両当事者が失踪宣告を受けた者の生存について善意でない限り、失踪宣告を受けた者は当該相続財産を取り戻すことができるものと解する。また、譲渡財産の転得者が悪意であっても、最初の譲渡の両当事者が善意であれば、悪意の転得者は有効に所有権を取得できると解する（絶対的構成）。なお、当該相続財産が動産である場合には、即時取得が適用される場合がある。

### 失踪宣告によって財産を得た者の返還義務（32条2項）
失踪宣告によって直接財産を得た者については失踪宣告の取消によって権利を失うが、現存利益（＝まだ残っている範囲）で返還すれば足りる（32条2項）。相続人、受遺者、保険金受取人等である。通説は32条2項により現存利益の限度で返還すれば足りるのは失踪宣告が事実と異なることについて知らない取得者（善意の者）のみである（つまり32条2項は703条と同じ趣旨である）とし、失踪宣告が事実と異なることを知っている取得者（悪意の者）については悪意の受益者として704条の規定に従い全部の返還義務を負うとする。受益者が即時取得や時効取得といった他の権利取得の要件を満たしているときには返還義務はない（通説・下級審判例）。